# Глікопептиди
Глікопептиди — сполуки, що поєднують фрагменти вуглеводів та амніокислот, короткі Глікопротеїни.
Глікопептиди — один із найважливіших класів антибіотиків на сьогодні, що застосовують проти бактерійних патогенів, стійких до інших класів антибіотиків. Сюди належать ванкоміцин, рістоцетин, тейкопланін. Деякі дослідники зараховують блеоміцин та його аналоги до глікопептидів. Хоча це виправдано з хімічної точки зору, біосинтез блеоміцинів (включає нерибосомний та полікетидний синтези) та характер його біологічної дії (сильна протипухлинна активність) відмінний від решти глікопептидів

## Синтез
В живих організмах пептидний каркас синтезується на нерибосомних пептидсинтетазах. Крім глікозидної та пептидної частин, глікопептиди можуть містити ацильні залишки різної довжини.

### Лабораторне отримання
- Твердофазний пептидний синтез (SPPS)
- NCL

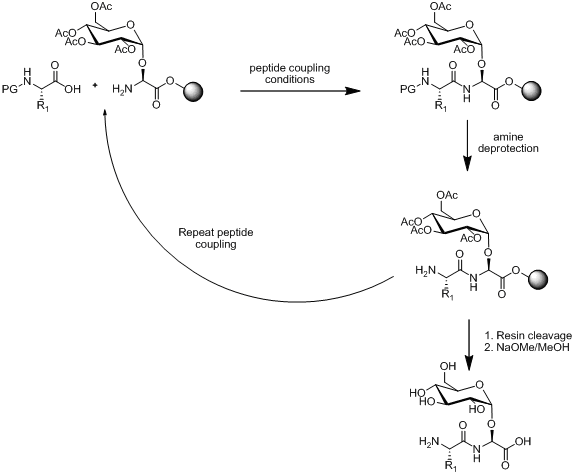
Принцип хімічного твердофазного синтезу глікопептидів (на малюнку помилка, повинні бути похілні оксиаланіну, а не несатабільного оксигліцину)

Вуглеводовмісні синтони можна отримати з захищених цукрів

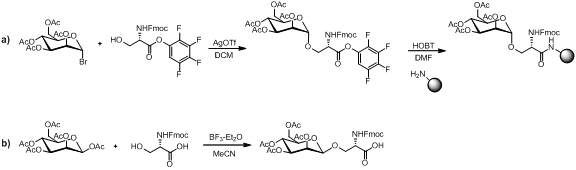
а)Отримання полімеру модифікованого вуглеводом, для подальшого використання в SPPS b) Приготування вільної Fmoc-захищеної глікоамінокислоти для введення глікозильованого залишку в середину пептиду